# Liste der indischen Botschafter in Peru
Bis zum Putsch in Chile 1973 war der Botschafter in Santiago de Chile auch in Lima akkreditiert.
Der Botschafter in Lima ist regelmäßig auch bei der Regierung in La Paz akkreditiert.
Die Botschaft befindet sich in der Avenida Felipe S. Salaverry 3006, San Isidro, Lima.
| Ernannt / Akkreditiert | Leiter der Auslandsvertretung | Bemerkungen | ernannt von             | akkreditiert bei           | Posten verlassen |
| ---------------------- | ----------------------------- | --- | ----------------------- | -------------------------- | ---------------- |
| Sep. 1969              | Pascal Alan Nazareth          | Geschäftsträger, 1979: Deputy High Commissioner in London, 18. Oktober 1979 bis 1982: High Commissioner in Accra gleichzeitig Botschafter in Lomé und Monrovia. | Indira Gandhi           | Juan Velasco Alvarado      | Nov. 1973        |
| Nov. 1973              | Ascharj Ram Sethi             | (* 18. November 1920 in Sillanwali) Bachelor; trat in den Dienst des Dept of Information, 1953–1954: Geschäftsträger in Addis Abeba, 1954–1956: Geschäftsträger in Bangkok, 1957–1960: Generalkonsul in Berlin, 1962–1966: Beauftragter in Aden, 1966–1968: Geschäftsträger in Helsinki, 1968–1969 Botschafter in Tananarive, Direktor im Außenministerium. | Indira Gandhi           | Juan Velasco Alvarado      | Dez. 1975        |
| Juli 1976              | Manorama Bhalla               | Botschafterin | Indira Gandhi           | Francisco Morales Bermúdez | Dez. 1978        |
| Juni 1979              | Sarv Kumar Kathpalia          | | Chaudhary Charan Singh  | Francisco Morales Bermúdez | Okt. 1982        |
| Apr. 1983              | Sushil Dubey                  | | Indira Gandhi           | Fernando Belaúnde Terry    | Juli 1986        |
| Okt. 1986              | Savitri Kunadi                | | Rajiv Gandhi            | Alan García                | Juni 1989        |
| Aug. 1989              | Dilip Lahiri                  | | Vishwanath Pratap Singh | Alan García                | Okt. 1992        |
| Jan. 1993              | Thangkima Cherpoot            | März 1986 – Mai 1989: Botschafter in Khartum | P. V. Narasimha Rao     | Alberto Fujimori           | Okt. 1995        |
| Dez. 1995              | Nirupama Rao                  | Botschafterin | P. V. Narasimha Rao     | Alberto Fujimori           | Mai 1998         |
| Dez. 1998              | Butshikan Singh               | | Atal Bihari Vajpayee    | Alberto Fujimori           | Sep. 2002        |
| Sep. 2002              | Riewad V. Warjri              | | Atal Bihari Vajpayee    | Alejandro Toledo Manrique  | Feb. 2007        |
| Feb. 2007              | Appunni Ramesh                | | Manmohan Singh          | Alan García                | Aug. 2011        |
| Aug. 2011              | Manpreet Vohra                | | Manmohan Singh          | Ollanta Humala             |                  |